# Ray Richards
Raymond Richards, detto Ray (Croydon, 18 maggio 1946), è un allenatore di calcio ed ex calciatore australiano, di ruolo centrocampista.

## Carriera

### Club
Ha giocato nella prima divisione australiana.

### Nazionale
Ha partecipato ai Mondiali del 1974.